# Luguentz Dort
Luguentz Dort (Montreal, 19 de abril de 1999) é um jogador canadense de basquete profissional que atualmente joga pelo Oklahoma City Thunder da National Basketball Association (NBA).
Ele jogou basquete universitário por Arizona State.

## Primeiros anos
Dort nasceu em Montreal, Quebec, filho de pais haitianos que se mudaram para o Canadá quando tinham cerca de 21 anos. Crescendo em Montreal-Nord, ele jogou futebol pela primeira vez como goleiro, mas seus irmãos mais tarde o influenciaram a jogar basquete. Dort jogou basquete de rua no Saint Laurent Park, perto de sua casa em Montreal. Seu envolvimento no esporte o ajudou a evitar se juntar a gangues de rua como alguns de seus amigos. Aos 12 anos, ele começou a jogar basquete organizado em Park Extension, bairro de Montreal. Ele começou a treinar com pesos aos 15 anos. Naquela época, sua altura era de 1,80 m. Ele continuaria a crescer cerca de 2,5 cm por ano durante o resto de sua adolescência.

## Carreira no ensino médio
Dort passou sua temporada de calouro no ensino médio em Quebec. Durante seus anos de ensino médio, ele competiu pela Brookwood Elite no Amateur Athletic Union (AAU). Em julho de 2015, ele jogou pelo Canadá no torneio Adidas Nations e teve médias de 9,2 pontos e 4,0 rebotes em 4 jogos. Em seu segundo ano, Dort se transferiu para a Arlington Country Day School em Jacksonville para enfrentar melhor concorrência e aprender inglês. Em sua terceira temporada, Dort mudou-se para a Conrad Academy em Orlando, seguindo seu ex-técnico do Arlington Country Day, Shaun Wiseman.
Em 18 de outubro de 2017, ele se comprometeu a jogar basquete universitário em Arizona State, tornando-se o recruta mais bem rankeado da universidade desde James Harden em 2007. Em seu último ano, Dort ingressou no Athlete Institute, uma escola preparatória em Ontário.
| Nome | Cidade Natal                           | Escola/Universidade    | Altura             | Peso           | Data da revisão       |
| --- | -------------------------------------- | ---------------------- | ------------------ | -------------- | --------------------- |
| Luguentz Dort SG | Montreal, Quebec                       | Athlete Institute (ON) | 6 ft 5 in (1.96 m) | 200 lb (91 kg) | 18 de Outubro de 2017 |
| Luguentz Dort SG | Recrutamento: Rivais: 247Sports: ESPN: |                        |                    |                |                       |
| Classificação geral de novatos: 247Sports: 33º |                                        |                        |                    |                |                       |
| - Nota: Em muitos casos, Scout, Rivals, 247Sports e ESPN podem entrar em conflito em suas listas de altura e peso, nestes casos, a média foi obtida. A ESPN mede os calouros numa escala de 0 a 100. - Fonte: |                                        |                        |                    |                |                       |

## Carreira universitária

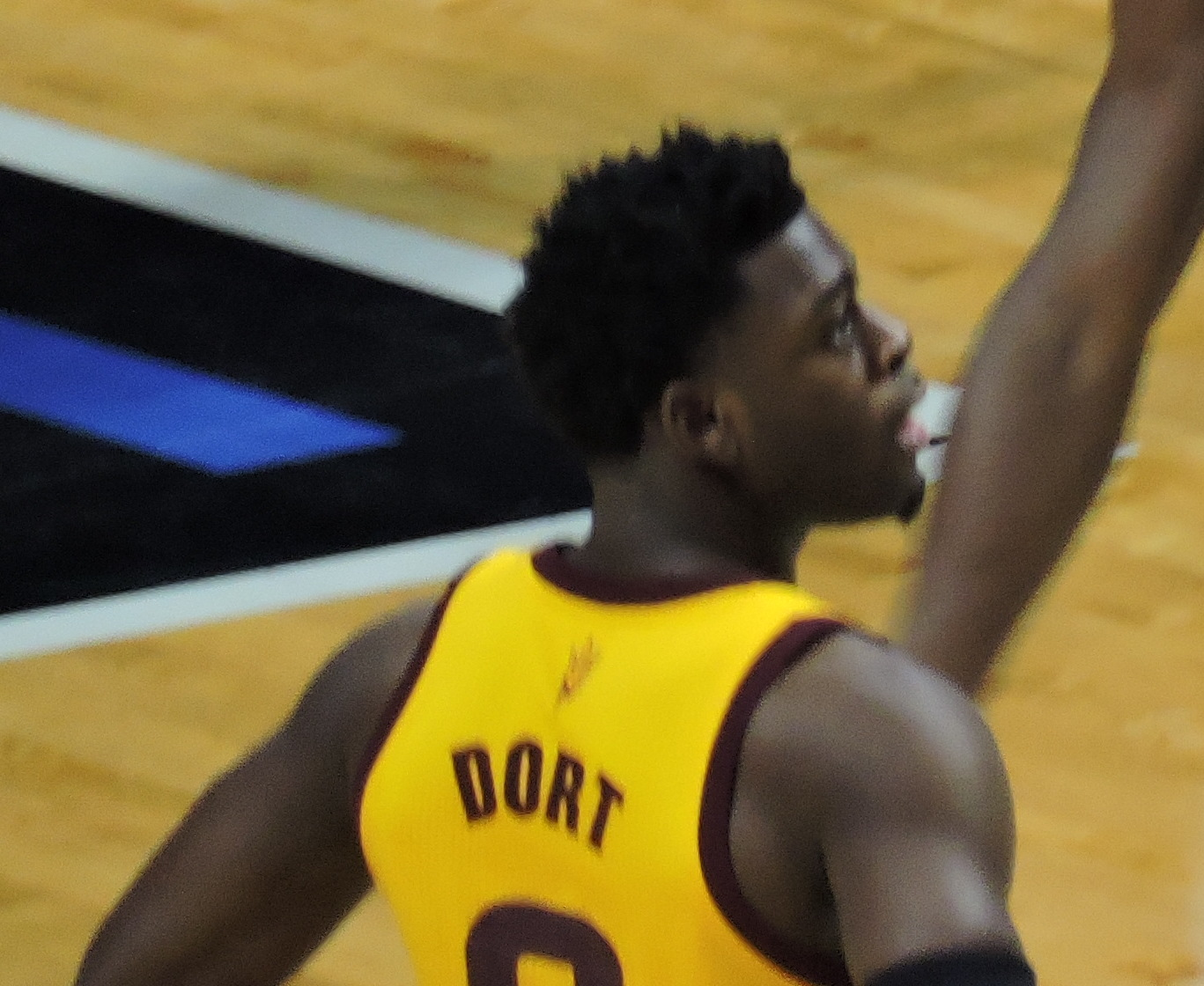
Dort jogando contra Buffalo no Torneio da NCAA

Em 6 de novembro de 2018, Dort fez sua estreia pelo Arizona State e registrou 28 pontos, 9 rebotes e 3 roubadas de bola na vitória por 102-94 sobre Cal State na prorrogação dupla. Ele quebrou o recorde da universidade de pontos em sua estreia como calouro.
Em 12 de novembro, Dort registrou seu primeiro duplo-duplo com 12 pontos e 12 rebotes na vitória por 90-58 sobre Long Beach State. Em 21 de novembro, ele teve 33 pontos, 7 rebotes e 4 assistências contra Utah State, marcando o terceiro maior número de pontos por um calouro na história da universidade. Alguns dias depois, Dort foi nomeado o Jogador da Semana da Conferência Pac-12.
Após a derrota de Arizona State no Torneio da NCAA de 2019, Dort anunciou sua intenção de renunciar às três últimas temporadas de elegibilidade universitária e se declarar para o draft da NBA de 2019.

## Carreira profissional

### Oklahoma City Thunder (2019–Presente)
Depois de não ser selecionado no draft da NBA de 2019, Dort assinou um contrato de duas vias com o Oklahoma City Thunder. Em 6 de dezembro de 2019, ele fez sua estreia na NBA e pegou um rebote em 7 minutos em uma vitória na prorrogação contra o Minnesota Timberwolves. Em 29 de janeiro de 2020, Dort marcou 23 pontos na vitória por 120-100 sobre o Sacramento Kings.
Nos playoffs da NBA de 2020, Dort foi elogiado por sua defesa em James Harden durante uma derrota na primeira rodada e por, pelo menos uma medida, ser "o jogador defensivo de maior esforço da NBA".
Em 24 de junho de 2020, o Thunder anunciou que havia assinado um contrato de US $ 5,4 milhões por 4 anos com Dort. Em 13 de abril de 2021, Dort marcou 42 pontos em uma derrota por 106-96 para o Utah Jazz.
Em 2 de fevereiro de 2022, Dort marcou 30 pontos, o recorde da temporada, em uma vitória por 120-114 na prorrogação contra o Dallas Mavericks. Em 8 de março, ele passou por uma cirurgia para tratar de uma lesão no ombro esquerdo e ele não jogou mais na temporada.
Em 6 de julho de 2022, depois que sua opção de equipe foi recusada, Dort assinou um contrato de cinco anos e US$ 87,5 milhões com o Thunder.
Em 3 de novembro de 2023, Dort liderou o Thunder na pontuação com 29 pontos, convertendo todas as seis tentativas de três pontos, durante uma derrota por 141-139 para o Golden State Warriors.

## Carreira na seleção nacional
Em 24 de maio de 2022, Dort concordou com um compromisso de três anos para jogar na Seleção Canadense. Ele fez parte da equipe que participou dos Jogos Olímpicos de Verão de 2024 em Paris.

## Estatísticas da carreira

### NBA

#### Temporada regular
| Ano      | Equipe        | PJ  | PT  | MPJ  | AP   | 3P   | LL   | RT  | AS  | BR  | TO | PPJ  |
| -------- | ------------- | --- | --- | ---- | ---- | ---- | ---- | --- | --- | --- | -- | ---- |
| 2019–20  | Oklahoma City | 36  | 28  | 22.8 | .394 | .297 | .792 | 2.3 | .8  | .9  | .1 | 6.8  |
| 2020–21  | Oklahoma City | 52  | 52  | 29.7 | .387 | .343 | .744 | 3.6 | 1.7 | .9  | .4 | 14.0 |
| 2021–22  | Oklahoma City | 51  | 51  | 32.6 | .404 | .332 | .843 | 4.2 | 1.7 | .9  | .4 | 17.2 |
| 2022–23  | Oklahoma City | 74  | 73  | 30.7 | .388 | .330 | .772 | 4.6 | 2.1 | 1.0 | .3 | 13.7 |
| 2023–24  | Oklahoma City | 79  | 79  | 28.4 | .438 | .394 | .826 | 3.6 | 1.4 | .9  | .6 | 10.9 |
| Carreira | Carreira      | 292 | 283 | 28.8 | .402 | .339 | .795 | 3.6 | 1.5 | .9  | .3 | 12.5 |

#### Playoffs
| Ano  | Equipe        | PJ | PT | MPJ  | AP   | 3P   | LL   | RT  | AS  | BR | TO  | PPJ  |
| ---- | ------------- | -- | -- | ---- | ---- | ---- | ---- | --- | --- | -- | --- | ---- |
| 2020 | Oklahoma City | 6  | 6  | 29.2 | .355 | .260 | .533 | 3.7 | 1.0 | .3 | 1.0 | 12.5 |

### Universitário
| Ano     | Equipe        | PJ | PT | MPJ  | AP   | 3P   | LL   | RT  | AS  | BR  | TO | PPJ  |
| ------- | ------------- | -- | -- | ---- | ---- | ---- | ---- | --- | --- | --- | -- | ---- |
| 2018–19 | Arizona State | 34 | 33 | 31.5 | .405 | .307 | .700 | 4.3 | 2.3 | 1.5 | .2 | 16.1 |

Fonte:

## Prêmios e homenagens
NBA
- NBA All-Defensive Team:
  - Primeiro Time: 2025[35]